# 아르마딜로수쿠스
아르마딜로수쿠스(Armadillosuchus)는 멸종된 스파게사우루스과 악어상목의 한 속이다. 2009년 2월, 브라질 바우루 분지의 캄파니아절 후기에서 마스트리흐트절 아다만티나 지층 초기까지 기술되었으며, 약 70 Ma로 추정된다. 아르마딜로수쿠스는 전체 길이가 약 2m로 더 크고 튼튼한 스파게사우루스과 중 하나였다.
다른 스파게사우루스과와 마찬가지로 아르마딜로수쿠스도 이형치를 가지고 있었으며 씹을 수 있었을 가능성이 높다. 치아의 움푹 들어간 부분과 크기로 볼 때, 이 동물은 무척추동물, 식물을 먹으며 가끔씩 청소를 하는 잡식 동물로 여겨진다. 또한, 앞다리가 잘 발달되어 있어 아르마딜로수쿠스가 체온을 조절하는 데 도움이 되었을 수도 있다. 아르마딜로수쿠스의 가장 눈에 띄는 특징은 신체 갑옷으로, 이 갑옷은 최고의 갑옷을 가진 노토수쿠스아목 중 하나이다. 보존된 요소들은 머리 바로 뒤에 육각형 골배엽의 단단한 방패가 존재하며, 아르마딜로와 유사한 일련의 이동성 띠가 있어 동물의 이름을 알린다. 화석 표본에서 이 갑옷이 두드러지지만, 이후 연구에 따르면 이 갑옷은 생명체에서 보이지 않고 오히려 동물의 피부 깊숙이 박혀 있었을 가능성이 있다고 한다.
아르마딜로수쿠스는 현재 아르마딜로수쿠스 아루다이(Armadillosuchus arrudai)라는 이름의 단일 종만 포함하고 있어 이 속을 단형으로 만든다. 그러나 아다만티나 지층에서 단편적인 개체가 발견되면서 다른 종들도 존재했을 가능성이 열다.

## 묘사
아르마딜로수쿠스 화석 표본은 완전하지는 않지만, 보호 갑옷 도금 덕분에 많은 부분이 비교적 잘 보존되어 있다. 두개골은 튼튼하고 약간 평평하지만, 노토수쿠스아목에게 전형적인 전체 오리니오스트랄 형태를 유지하고 있다. 주둥이는 아다만티나수쿠스와 스파게사우루스에 비해 상대적으로 길고 넓지만 여전히 다소 짧다. 다른 스파게사우루스과와 마찬가지로 치아는 대부분의 악어상목의 균일한 균질 치열과는 다른 다양한 형태를 보인다. 이러한 치아 형태에는 곡선형 송곳니, 앞니를 닮은 돌출형 앞니, 그리고 입의 나머지 부분을 자르는 가장자리가 있는 원뿔형 어금니폼이 포함된다. 각 앞니에는 두 개에서 세 개의 치아만 포함되어 있으며, 두 번째 치아는 앞서 언급한 송곳니로 크기가 첫 번째 치아를 크게 초과한다. 윗턱 뒤쪽의 치아는 뚜렷하게 비대칭적이며, 바깥쪽 가장자리는 비교적 매끄럽고 안쪽을 향한 측면은 일련의 결절로 덮인 능선으로 표시되어 있다. 아래턱은 위쪽보다 눈에 띄게 좁고 첫 번째 치아 쌍은 아다만티나수쿠스와 마릴리아수쿠스처럼 앞쪽을 향하고 있다. 아래턱의 네 번째 치아는 평평한 면과 앞쪽을 향한 용골을 보여주며, 턱 뒤쪽에서는 치아가 뒤쪽 윗턱의 치아와 더 가깝게 일치한다. 그러나 여기서 중요한 차이점은 결절선 용골이 안쪽이 아닌 바깥쪽을 향하고 있다는 점이다.
아르마딜로수쿠스의 갈비뼈는 파키오스토시스를 겪은 흔적이 있는데, 이는 갈비뼈가 두꺼워졌다는 것을 의미한다. 팔다리는 다른 노토수쿠스아목과 마찬가지로 길쭉했지만 다른 스파게사우루스과에 비해 여전히 상대적으로 짧았으며, 상완골은 카이피라수쿠스보다 훨씬 더 튼튼했다. 아르마딜로수쿠스에서 상완골의 가장 넓은 지점은 뼈의 최대 길이의 약 절반을 차지한다. 어깨뼈도 튼튼하여 높이와 너비가 대략 서로 비슷했다.
스파게사우루스과 중에서 아르마딜로수쿠스는 두개골 길이가 약 300mm로, 야카레라니와 아다만티나수쿠스와 같은 작은 과의 두 배에 가까운 큰 몸집을 가진 종들 중 하나로 분류된다. 아르마딜로수쿠스는 최대 2m의 총 몸 길이에 도달했을 가능성이 있다.

## 계통 발생론
최근 계통 발생학적 분석에 따르면 아르마딜로수쿠스는 남아메리카에 자생하는 노토수쿠스아목의 이종 치열로 알려진 스파게사우루스과의 파생 종임이 일관되게 밝혀졌다. 연구에 따르면 스파게사우루스과는 일반적으로 아다만티나수쿠스와 같은 짧은 주둥이, 작은 몸집, 일반적으로 더 우아한 분류군과 아르마딜로수쿠스를 포함한 훨씬 더 크고 강인하며 더 잘 무장된 동물로 나눌 수 있다. 이 그룹 내에서 아르마딜로수쿠스는 카리오노스쿠스와 가장 밀접한 관련이 있는 것으로 보인다. 이들의 분석은 아르마딜로수쿠스 아루다이(Armadillosuchus arrudai)와 아직 이름이 알려지지 않은 두 번째 종 사이에 명확한 연관성이 있음을 시사하지만, 두 종은 카리오노스쿠스와 함께 다각형으로 분류될 수 있음을 발견했다.

## 고생물학

### 신진대사
적혈구의 휴식 대사율과 추정된 치수를 확인하기 위해 수행된 연구에 따르면 아르마딜로수쿠스는 현대 악어와 마찬가지로 외열 동물이었다. 그러나 아르마딜로수쿠스와 다른 육상 노토수쿠스아목은 현대 왕도마뱀류와 더 유사한 방식으로 내부 온도를 조절했을 수 있다. 이들은 체온을 높이기 위해 햇볕을 쬐고 먹이를 찾는 동안 햇볕이 잘 드는 지역에 달라붙었지만 과열 위험이 있는 경우 굴로 후퇴했을 가능성이 있다. 목욕하는 동안 골배엽은 오랜 시간 동안 열을 흡수하고 유지하여 직사광선이 없어도 동물이 높은 수준의 활동을 유지하는 데 도움이 되었을 수 있다.

### 사냥 및 먹이
아르마딜로수쿠스의 이빨은 그 동물의 생태에 대한 몇 가지 단서를 제공한다. 이들의 형태와 배열 방식 모두 동물에게 강력하고 가위 같은 턱을 제공한다. 치아에서 보이는 마모 양상은 동물이 스파게사우루스와 유사한 씹는 동작으로 턱을 앞뒤로 움직였음을 시사한다. 그러나 다섯 번째 치아가 세 번째 상악 치아 바로 앞에 위치한 정확한 치아 폐색 방식은 스파게사우루스와 크게 다르며, 이것이 땅속에서 동물을 찾는 것과 관련이 있을 수 있다는 제안이 있다. 이러한 습성에 대한 추가 증거는 어깨 거들의 견고한 해부학, 앞다리의 긴 발톱, 그리고 튼튼한 목에서 찾을 수 있다. 특히 앞다리는 굴을 만들거나 먹이를 찾는 동안 땅을 파는 데 사용되었을 수 있으며, 전자는 노토수쿠스아목의 체온 조절 행동과 일치하다. 이 동물의 식단 선호도에 대한 한 가지 가설은 아르마딜로수쿠스가 연체동물, 절지동물, 뿌리, 소나무 등 다양한 동식물을 먹이로 삼는 잡식 동물이었다고 제안한다. 화석의 직접적인 주변에서는 연체동물의 유해가 발견되지 않았지만, 아다만티나 지층이 강과 호수를 특징으로 하고 다른 지역의 이매패류의 유해를 보존하고 있다는 사실은 여전히 이 가설을 뒷받침한다. 또한 아르마딜로수쿠스가 적어도 가끔씩 청소를 했을 가능성이 있으며, 알려진 자료에서 보이는 치아 마모는 동물이 말린 사체를 먹이로 삼았기 때문일 가능성도 있다. 어금니 모양의 이빨의 용골에 있는 결절과 갈아서 턱을 앞뒤로 움직일 수 있는 능력 외에도 아르마딜로수쿠스는 갈은 음식을 처리하기 위해 위석의 도움을 받았을 수도 있다.
2019년 연구에서는 설치류의 치아 폐색 복잡성을 분석하기 위해 원래 설계된 방향 패치 카운트 회전(OPCR) 방법을 사용하여 아르마딜로수쿠스의 치아를 더 면밀히 조사했다. 이 방법은 작은 어금니와 어금니의 형태와 파충류를 포함한 다양한 동물 그룹의 식단 사이에 명확한 관계를 보여주었다. 아르마딜로수쿠스의 가장 복잡한 치아의 값과 전체 평균 모두 육식성 식단 (보베리수쿠스와 노투수쿠스로 대표됨)과 영양식 식단 (알로그나투수쿠스와 브라키캄프사로 대표됨) 사이의 중간을 형성하는 것으로 나타났다. 이는 식충성 식단이나 잡식성 식단을 모두 나타낼 수 있지만, 아르마딜로수쿠스의 큰 크기를 고려할 때 후자가 더 가능성이 높다.

### 방어
아르마딜로수쿠스의 튼튼하고 튼튼한 몸은 파내기에 유리할 뿐만 아니라, 골배엽에 의해 형성된 기본 갑옷 플레이팅과 결합되어 포식자를 효과적으로 억제할 수 있었을지도 모른다. 아르마딜로수쿠스의 광범위한 갑옷은 아르마딜로뿐만 아니라 곡룡류의 골배엽과도 비교되었다. 이는 아르마딜로수쿠스와 카리오노수쿠스와 같은 큰 몸집의 스파게사우루스과를 통합하고 카이피라수쿠스와 같은 더 우아한 초기 스파게사우루스과와 차별화한다.